# Palacio Díaz Vélez
El Palacio Díaz Vélez es una de las residencias aristocráticas más antiguas y tradicionales de Buenos Aires, acabada muestra del poder social y económico de la familia de Eustoquio Díaz Vélez (hijo), que se ubica en el Barrio de Barracas y que  pertenece a la Ciudad de Buenos Aires.

## Historia

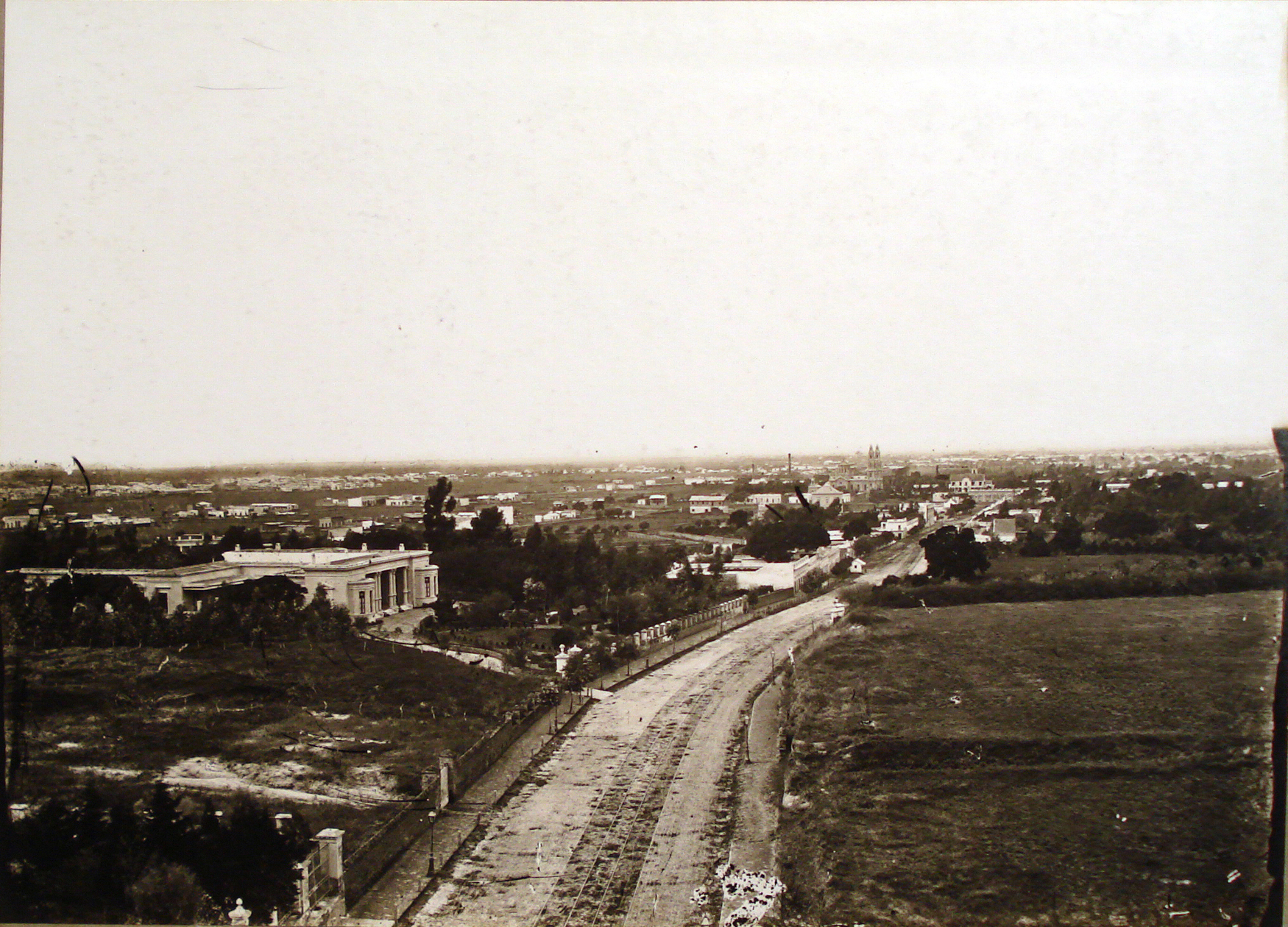
El Palacio Díaz Vélez antes de su remodelación

El Palacio Díaz Vélez fue construido por el estanciero Eustoquio Díaz Vélez, (1819-1910), tercero y único hijo varón del general Eustoquio Díaz Vélez, quien fuera unos de los principales promotores de la Revolución de Mayo de 1810 y de la guerra de la Independencia de Argentina.
Eustoquio Díaz Vélez hijo fue, al igual que su padre, uno de los hacendados más importantes de la provincia de Buenos Aires y una de las grandes fortunas de los ganaderos argentinos. El progreso económico del país forjado a partir de la segunda mitad del siglo XIX le permitió, sumado a sus dotes de incansable laboriosidad, manejar exitosamente su estancia El Carmen y sus campos ubicados en Necochea.
Inicialmente, en los tiempos en que la actual Avenida Montes de Oca se denominba Calle Larga o Santa Lucía, la mansión fue un edificio de una sola planta, aunque imponente, cuyo blanco frente estaba sostenido por seis columnas clásicas rodeadas por unas ventanas en voladizo, que asomaban hacia el exterior del conjunto. Toda la residencia estaba circundada por un esmerado parque, característico de las quintas de las familias tradicionales porteñas que se ubicaban a lo largo de esa avenida. 
Hacia principios del siglo XX la mansión fue objeto de una completa transformación. Se construyó un notable palacio, con entrada principal por la Avenida Montes de Oca 110, influenciado fuertemente por la arquitectura francesa Beaux Arts, de admirable diseño.
Los Díaz Vélez plantearon la obra a partir de los planos del clásico grand hôtel particulier francés de tres niveles o alturas: planta principal, planta de habitaciones particulares y mansarda con techo de pizarra. Sobre uno de los costados se ubica una cúpula revestida del mismo material.
Luego del fallecimiento de Eustoquio Díaz Vélez hijo, el Palacio Díaz Vélez continuó siendo la residencia de su hijo menor, el arquitecto Eugenio Díaz Vélez, casado con María Escalda, padre de dos hijas: María Eugenia Díaz Vélez y Josefina Díaz Vélez. 
Eugenio, de refinados gustos estéticos, encomendó la remodelación del parque del Palacio Díaz Vélez al afamado arquitecto paisajista Carlos Thays, quien, en 1913, embelleció los jardines adyacentes al Palacio, añadiéndole nuevas fuentes y esculturas. 
Eugenio, además de habitar en este espléndido palacio capitalino, proyectó y construyó una importante residencia rural en el casco de su "Estancia San Francisco", ubicada en las adyacencias de la Estación Egaña, en el Partido de Rauch, en la Provincia de Buenos Aires que recibe la denominación de Castillo San Francisco. Ambas propiedades se destacaron por su belleza.     
En 1930 falleció Eugenio Díaz Vélez y su viuda e hijas vendieron el Palacio a la Ciudad de Buenos Aires. 
El Palacio Díaz Vélez se incorporó a la Casa Cuna, denominación del actual Hospital General de Niños "Dr. Pedro de Elizalde" de la que es lindante.
Luego de la epidemia de poliomielitis que azotó a Buenos Aires en la década de 1950 el hermoso edificio sirvió para la atención de enfermos que padecían esa dolencia.
En la actualidad en la residencia funciona la Fundación Vitra -Fundación para vivienda, trabajo y capacitación del lisiado- institución que data de 1965.
El Palacio Díaz Vélez es un edificio emblemático por su historia y características, el único de su tipo que se conserva en pie a lo largo de la Avenida Montes de Oca y al que la ciudad de Buenos Aires debe otorgarle una refuncionalización y conservación adecuados. Junto a su parque centenario posee singularidades patrimoniales y estéticas que merecen su catalogación y protección. 
Debido a su valor arquitectónico, paisajístico e histórico actualmente hay un interés en que sea declarado Monumento Histórico Nacional, del tipo Monumento artístico, por el P.E.N. con lo cual gozará de una especial protección jurídica con rango legal para su preservación, enriquecimiento y exhibición.
- Datos: Q6057635